# Amblyeleotris rubrimarginata
Amblyeleotris rubrimarginata là một loài cá biển thuộc chi Amblyeleotris trong họ Cá bống trắng. Loài cá này được mô tả lần đầu tiên vào năm 2002.

## Từ nguyên
Từ định danh rubrimarginata được ghép bởi hai âm tiết trong tiếng Latinh: rubri ("đỏ") và marginata ("có viền"), hàm ý đề cập đến dải viền đỏ tươi ở vây lưng sau của loài này.

## Phạm vi phân bố và môi trường sống
A. rubrimarginata có phân bố tập trung ở khu vực Tam giác San Hô và lân cận, từ Sabah (Malaysia) trải dài về phía đông đến Nouvelle-Calédonie và Vanuatu, phía nam dọc theo bờ đông Úc. Các báo cáo về loài này ở Malaysia từ đảo Redang và Pulau Bidong cần được xác minh lại.
A. rubrimarginata sinh sống trên nền cát và bùn gần rạn san hô hoặc thảm cỏ biển, cả khu vực cửa sông, ở độ sâu khoảng 2–26 m.

## Mô tả
Chiều dài cơ thể lớn nhất được ghi nhận ở A. rubrimarginata là 11 cm. Đầu và thân màu trắng xám, có 5 sọc nâu cam hoặc đỏ nâu trên thân, lốm đốm các vạch ở khoảng trắng giữa các sọc này. Vây lưng sau có viền đỏ (hoặc là một hàng đốm đỏ dọc theo rìa), kéo dài đến rìa trên vây đuôi. Có một đốm đen lớn ngay phía trên và phía sau mắt.
Số gai vây lưng: 7; Số tia vây lưng: 13–14; Số gai vây hậu môn: 1; Số tia vây hậu môn: 14–15; Số gai vây bụng: 1; Số tia vây bụng: 5; Số tia vây ngực: 18–20.

## Sinh thái
A. rubrimarginata sống cộng sinh với tôm gõ mõ, có thể là Alpheus bellulus. Trong mùa sinh sản, chúng sống thành từng đôi trong cùng một hang, trứng được cá bố bảo vệ.

## Thương mại
A. rubrimarginata là một thành phần trong ngành buôn bán cá cảnh.